# 調停

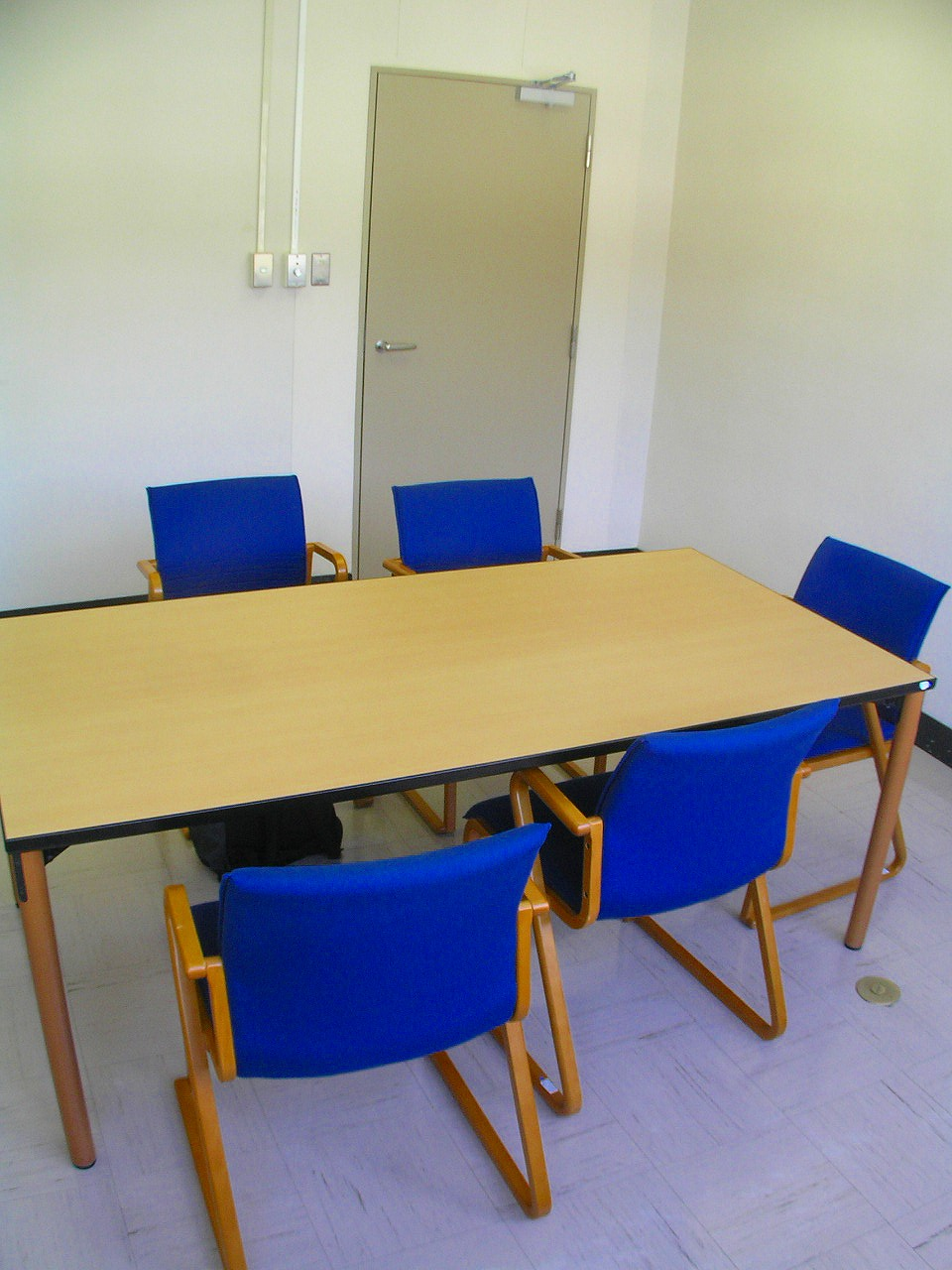
調停室（神戸地裁柏原支部）

調停（ちょうてい）は、紛争当事者双方の間に第三者が介入して紛争の解決を図ること。主に法令によって制度化されているものを指す。

## 世界の調停

### 各国国内法における調停
世界においては従前調停は低調であったものの、2020年ごろには世界的に関心が高まっている。世界的には、民間の調停機関が発達した後、司法機関において調停制度が整備されるというのが多数派の発達順序である。
世界の言語で「調停」に相当する語は多く、日本では概念的には「あっせん」や「仲裁」を充てた方が適切なものもあるため注意が必要である。
- 英語 “mediation”、conciliation”、“arbitration”、“settlement”

- ドイツ語 “Mediation”、“Vermittlung”、Schlichtung”、”Beilegung”

- フランス語 “mediation”、“conciliation”、“arbitrage”、“entremise”

近年は、米国などにおいて自主交渉援助型調停（日本ではミディエーションと呼ばれる）という新たな調停の流れが出てきている。伝統的な調停が、調停委員などの調停者が当事者双方の言い分を聞きつつ法的基準に基づいて解決合意の成立を目指すのに対し、ミディエーションは、第三者（ミディエーター）が当事者間の自主的な話し合いを援助し、対話を促進することにより、解決に向けた合意の成立を目指す。紛争の実情に法規範を当てはめた場合の結果と異なる合意が成立することもあり得るが、私的自治の原則が妥当する範囲内で有効性が認められると解される。

### 国際法における調停

#### 国際公法
国際紛争の平和的解決手続の一つ。

#### 国際私法
国際紛争の解決に際しては準拠法の決定が避けられないところ、調停手続であれば準拠法を超えた利害調整が可能である点が利点と指摘されている。

## 日本における調停

### 歴史
日本において、徳川時代における内済、それを元にした明治初期の勧解などに起源を見ることができるが、調停法制の嚆矢となったのは、1922年の借地借家調停法であったといわれる。これは、1921年に旧借地法・旧借家法が制定された際、借地借家関係に関する紛争を裁判外で解決するための制度も必要であるとの意見が出され、発議されたものである。その理由は、借地法・借家法が借主に与えた強力な法律上の権利が法廷に持ち込まれれば貸主側との社会的対立を深めることが予想され、また、道徳や調和を重視するとされていた日本人の旧来の法意識との齟齬を来すことが憂慮されたことにある。当時の日本社会に与える影響を最小化するためには、紛争を単に権利関係・契約関係としての切り口から解決するのではなく、人間同士の繋がりや感情をも考慮した紛争解決が可能な制度が必要とされたのである。このように、日本の調停制度は、実体法上の権利関係が制度化されるのに合わせ、社会政策的な観点から整備されてきたといえる。
その後も紛争の実情に即した公正・適正な解決が可能な制度を目指し、昭和49年の民事調停法改正、昭和49年の「民事調停委員及び家事調停委員規則」の制定による調停委員の資質向上などの見直しが図られてきたが、「マアマア調停」（争点整理・事実認定をあまりせず、調停委員が当事者に適当に折り合いをつけさせる調停）「折半調停」などが行われ封建的・非民主的であるとの批判を拭うことができず、こうした特徴は調停制度の病理現象とまで言われる状況であった。
そこで、2001年の司法制度改革審議会意見書においては、「法的観点の指摘による紛争解決」の視点を大幅に取り入れる方向に舵が切られた。これはすなわち、人情や道徳を重視した従来の調停制度からの重大な方針転換を意味する。背景としては、社会の複雑化や当事者の法的権利意識の高まりなどにより、対立点の調整を図る際に、人情ではなく合理的な説明が求められるようになり、合理性の担保として法的観点の指摘が必要となったことが指摘されている。

### 民事法
- 家事事件手続法
家事調停
- 民事調停法
民事調停
- 公害紛争処理法
- 裁判外紛争解決手続の利用の促進に関する法律（民間の事業者による調停を定めた法律）

一部の規定では、調停を経た後でなければ訴訟を提起することができない旨（調停前置主義）の定めがある。

### 労働法
集団的労働紛争については労働関係調整法に一般的規定がある。同法に定める三つある労働争議調整手段（あっせん、調停、仲裁）の一つである。

#### 労働争議の調停の対象
労働委員会は、次の各号のいずれかに該当する場合に、調停を行う（労働関係調整法第18条）。
労働委員会は、関係当事者の一方から、2.~5.によって調停の申請・決議・請求がなされたときは関係当事者の双方に、遅滞なくその旨を通知しなければならない（労働関係調整法施行令第7条1項）。この場合において、事件が公益事業に関するものであるときは、労働委員会はその旨を公表しなければならない（労働関係調整法施行令第7条2項）。
1. 関係当事者の双方から、労働委員会に対して、調停の申請がなされたとき。
2. 関係当事者の双方または一方から、労働協約の定めに基づいて、労働委員会に対して調停の申請がなされたとき。
3. 公益事業に関する事件につき、関係当事者の一方から、労働委員会に対して、調停の申請がなされたとき。
4. 公益事業に関する事件につき、労働委員会が職権に基づいて、調停を行う必要があると決議したとき。
5. 公益事業に関する事件またはその事件が規模が大きいため若しくは特別の性質の事業に関するものであるために公益に著しい障害を及ぼす事件につき、厚生労働大臣または都道府県知事から、労働委員会に対して、調停の請求がなされたとき。
5.の調停の請求は、その事件が一の都道府県の区域内のみにかかるものであるときは当該都道府県知事がなし、その事件が二以上の都道府県にわたるものであるとき、または中央労働委員会が全国的に重要な問題にかかると認めたものであるときは厚生労働大臣がなす。厚生労働大臣が必要と認めるときは、この規定による都道府県知事又は厚生労働大臣の職権は、この規定にかかわらず、厚生労働大臣または厚生労働大臣の指定する都道府県知事が、これを行うものとすることができる（労働関係調整法施行令第8条）。なお、5.の事務について、船員に関しては国土交通大臣（地方運輸局長）が行うこととされていたが、平成20年の改正法施行により船員労働委員会が廃止されたことに伴い、厚生労働大臣又は都道府県知事が行うこととなった（平成20年9月12日政発第0912001号）。

#### 労働争議の調停の組織
労働委員会による労働争議の調停は、使用者を代表する調停委員、労働者を代表する調停委員および公益を代表する調停委員からなる調停委員会を設け、これによって行う（三者構成の原則、労働関係調整法第19条）。調停委員会の、使用者を代表する調停委員と労働者を代表する調停委員とは、同数でなければならない（労働関係調整法第20条）。調停委員会の委員長は、調停委員会で、公益を代表する調停委員の中から、これを選挙する（労働関係調整法第20条）。調停委員会は、使用者を代表する調停委員及び労働者を代表する調停委員が出席しなければ、会議を開くことはできない（労働関係調整法第23条2項）。

#### 労働争議の調停の手続
調停委員会は、期日を定めて、関係当事者の出頭を求め、その意見を徴さなければならない（労働関係調整法第24条）。調停をなす場合には、調停委員会は、関係当事者及び参考人以外の者の出席を禁止することができる（労働関係調整法第25条）。
調停委員会は、申請・決議・請求の日から15日以内に調停案を作成し、10日以内の期限を附して、これを関係当事者に示し、その受諾を勧告するとともに、その調停案は理由を附してこれを公表することができる。調停案が関係当事者の双方により受諾された後、その調停案の解釈または履行について意見の不一致が生じたときは、関係当事者は、その調停案を提示した調停委員会にその解釈または履行に関する見解を明らかにすることを申請しなければならない。調停委員会は、この申請のあった日から15日以内に、関係当事者に対して、申請のあった事項について解釈または履行に関する見解を示さなければならない。この解釈または履行に関する見解が示されるまでは、関係当事者は、当該調停案の解釈または履行に関して争議行為をなすことができない（労働関係調整法第26条、施行令第10条）。
公益事業に関する事件の調停については、特に迅速に処理するために、必要な優先的取扱がなされなければならない（労働関係調整法第27条）。

#### 労働争議の調停に関するその他の事項
労働関係調整法第3章（調停）の規定は、労働争議の当事者が、双方の合意または労働協約の定めにより、別の調停方法によって事件の解決を図ることを妨げるものではない（労働関係調整法第28条）。
個別労働紛争については、雇用の分野における男女の均等な機会及び待遇の確保等に関する法律（男女雇用機会均等法）、短時間労働者の雇用管理の改善等に関する法律（パートタイム労働法）、育児休業、介護休業等育児又は家族介護を行う労働者の福祉に関する法律（育児介護休業法）等の法令に、都道府県労働局長が当該紛争の当事者の双方または一方から調停の申請があった場合において当該紛争の解決のために必要があると認めるときは、紛争調停委員会に調停を行わせるものとすること、事業主は調停を申請したことを理由として、当該労働者に対して解雇その他の不利益な取扱いをしてはならない、とする旨の規定がある。

### 知的財産法

#### 知財調停手続
2019年10月1日、東京地方裁判所および大阪地方裁判所知的財産部において、知的財産権に関する調停手続（知財調停手続）の運用が開始された。
大阪地裁において1999年から実務上行われてきた手続を、東京地裁と共通の指針に則り制度化したものであり、紛争できる限り円満に、または相手方との関係を維持しつつ、かつ秘密を保ちながら解決したいという知財ビジネス当事者の要望から生まれた制度である。
手続的には民事調停法に基づく民事調停の一種である。
知財調停手続の特徴は概ね以下のとおりである。
柔軟性
- 争点・課題の設定が自由にでき、当事者間の自主交渉へ戻ることや裁判手続への移行も自由である（乗り降り自由）。

迅速性
- 知財事件では当事者間で事前交渉が行われ、ある程度争点が特定され、資料等もある程度揃っていることが多いため、第1回調停期日までに主張・証拠提出を済ませることで、原則3回程度の期日での解決が志向されている。
- 申し立てには東京地裁または大阪地裁を対象とする当事者間の管轄合意が必要とされており、この点でも当事者間の事前交渉が前提とされている。
- 実際には3期日というのは一般の民事調停事件の平均係属期間と大差はないものの、知財事件の専門性の高さ・複雑さを考慮すれば、3期日という目安が明言されたことは、裁判所の迅速解決への姿勢を反映しているものと見ることができる。

専門性
- 調停委員会は知財部の裁判官および知財事件についての経験が豊富な弁護士・弁理士などから構成されるため、担当者の専門性については裁判手続と遜色がない。裁判所調査官が関与することも可能である。

非公開
- 非公開性は一般の民事調停と同様であるが、知財事件では紛争化している事実自体も秘匿するニーズがあり、利用促進に繋がると考えられている。

経済性
- 一般の民事調停申立てに要する手数料等が必要となる以外は、調停委員会の意見を聞いたり裁判所調査官の関与を求めたりしても特別な費用は発生しないため、専門的な知見を少ない負担で得ることができ、費用対効果に優れている。

実効性
- 調停が成立すれば任意の履行を期待しやすいというのは民事調停に一般的な特徴があるところ、知財事件の当事者は早期解決・関係性維持の希望を有していることが多いため、より一層実効性が期待できる。

##### 知財調停の対象事件
基本的には知的財産権に関する訴訟と同様で、以下の権利等に関する紛争が対象である。
1. 特許権
2. 実用新案権
3. 意匠権
4. 商標権
5. 著作権
6. 回路配置利用権
7. 商法12条・会社法8条または21条に基づく請求権
8. 不正競争防止法に定める不正競争
9. 種苗法による育成者権
10. いわゆるパブリシティ権

相手方との関係維持を図りたい場合や交渉の余地がある場合などに向いているとされるが、相手方との関係が破綻していたり、迅速に対応する必要がある場合などは従来の仮処分や訴訟手続の方が適しているされる。

#### その他の知財関係調停
民間においては、日本知的財産仲裁センターが知的財産を巡る紛争（ドメイン紛争含む。）について調停を行っている。